# The River (album)
The River is het vijfde studioalbum van Bruce Springsteen, en werd uitgebracht op 17 oktober 1980. The River was Springsteens eerste dubbelalbum. Het album haalde in 1980 de top 3 van de album top 100. Met Hungry Heart behaalde Springsteen tevens zijn eerste top 10-hit in Nederland.

## Geschiedenis
Veel nummers die verschenen op The River waren afkomstig uit de opnameperiode van zijn vorige album, Darkness on the Edge of Town. Deze nummers werden ook regelmatig gespeeld tijdens de tournee van dat album. "The River" werd voor het eerst live gespeeld in september 1979 tijdens de Musicians United for Safe Energy concerten.
Oorspronkelijk wilde Springsteen in 1979 al zijn volgende album uitbrengen, The Ties That Bind, met daarop slechts 10 nummers, in plaats van de 20 die uiteindelijk verschenen een jaar later. Springsteen trok het album echter terug, en breidde het album uit tot een dubbelalbum. Een aantal nummers van The Ties That Bind, waaronder "Cindy", "Be True" en "Loose Ends" haalden The River niet, en zouden pas jaren later worden uitgebracht.
Met The River Tour deed Springsteen in het voorjaar van 1981 ook Nederland aan, waar hij optrad in Ahoy Rotterdam.

## Nummers
Alle nummers zijn geschreven door Bruce Springsteen.

| Nr. | Titel              | Duur |
| --- | ------------------ | ---- |
| 1.  | The Ties That Bind | 3:34 |
| 2.  | Sherry Darling     | 4:03 |
| 3.  | Jackson Cage       | 3:04 |
| 4.  | Two Hearts         | 2:45 |
| 5.  | Independence Day   | 4:50 |

| Nr. | Titel                                   | Duur |
| --- | --------------------------------------- | ---- |
| 1.  | Hungry Heart                            | 3:19 |
| 2.  | Out in the Street                       | 4:17 |
| 3.  | Crush on You                            | 3:10 |
| 4.  | You Can Look (But You Better Not Touch) | 2:37 |
| 5.  | I Wanna Marry You                       | 3:30 |
| 6.  | The River                               | 5:01 |

| Nr. | Titel          | Duur |
| --- | -------------- | ---- |
| 1.  | Point Blank    | 6:06 |
| 2.  | Cadillac Ranch | 3:03 |
| 3.  | I'm a Rocker   | 3:36 |
| 4.  | Fade Away      | 4:46 |
| 5.  | Stolen Car     | 3:54 |

| Nr. | Titel                | Duur |
| --- | -------------------- | ---- |
| 1.  | Ramrod               | 4:05 |
| 2.  | The Price You Pay    | 5:29 |
| 3.  | Drive All Night      | 8:33 |
| 4.  | Wreck on the Highway | 3:54 |

## Bezetting

### The E Street Band
- Bruce Springsteen – zang, elektrische en akoestische gitaren, 12-snarige elektrische gitaar, harmonica, percussie, piano op "Drive All Night"
- Roy Bittan – piano, orgel op "I'm a Rocker" en "Drive All Night", achtergrondzang
- Clarence Clemons – tenorsaxofoon, baritonsaxofoon, percussie, achtergrondzang
- Danny Federici – orgel, glockenspiel
- Garry Tallent – basgitaar
- Steven Van Zandt – slaggitaar, akoestische gitaar, leadgitaar op "Crush on You", achtergrondzang
- Max Weinberg – drums, percussie

### Extra muzikanten
- Howard Kaylan – achtergrondzang op "Hungry Heart"
- Mark Volman – achtergrondzang op "Hungry Heart"

### Productie
- Bruce Springsteen – producer
- Jon Landau – producer
- Steven Van Zandt – producer
- Neil Dorfsman – Geluidstechnicus
- Bob Clearmountain – mixing
- Chuck Plotkin – mixing
- Toby Scott – mixing
- Dana Bisbee - assistent geluidstechnicus
- Frank Stefanko – albumhoes design
- Jimmy Wachtel - albumhoes design